# 恩納南バイパス
恩納南バイパス（おんなみなみバイパス）は沖縄県国頭郡恩納村南恩納から仲泊までの国道58号のバイパスである。
夏場のシーズン時における渋滞緩和のため1990年に事業化、1993年から用地買収を開始、1995年から建設しており、1998年に仲泊大橋の片側車線（名護行）が開通した（那覇行車線は1975年に開通しているためそれを拡幅する形で供用）。そのうち谷茶 - 仲泊の4.5kmの区間が2009年11月1日に暫定2車線で開通、2018年3月8日には残りの南恩納 - 谷茶の2.0kmの区間も暫定2車線で開通し、全線開通となった。

## 概要
- 区間・国頭郡恩納村字南恩納 - 仲泊
- 実延長・6.5km
- 道路規格・第3種2級
- 設計速度・60km/h
- 車線数・4車線（現在は一部を除いて暫定2車線）

## 交差する道路
- 沖縄県道73号石川仲泊線（仲泊交差点）